# 漆川梁海戦
漆川梁海戦（しっせんりょうかいせん。巨済島海戦とも）は、慶長の役の緒戦において、日本水軍と朝鮮水軍の間で戦われた海戦。敗北した朝鮮水軍はほとんど壊滅し、陸海で日本軍が西進する端緒となった。

## 概要
文禄の役後、朝鮮水軍は日本軍の出没に対応するため閑山島に本営を前進させて海峡対岸の巨済島を監視する位置にいた。和平交渉が破綻し、慶長の役の為に釜山付近に渡海・集結中の日本軍を攻撃するように命令された朝鮮水軍の司令官（三道水軍統制使）李舜臣は水軍単独での侵攻攻撃にリスクを感じて消極的であり、党争の影響や元均の讒言もあり、断罪され地位を剥奪された上に白衣従軍（一兵卒となって罪償うために従軍すること）を命ぜられた。李舜臣に代わって三道水軍統制使となったのは元均であったが、彼もまた攻撃指令に対して消極的であった。
6月18日、ついに都体察使の李元翼の命令により元均は艦隊を出撃させた。しかし6月19日、安骨浦と加徳島へ侵攻した艦隊が日本軍と海戦をおこない、幹部が負傷するなどの被害を出して一旦閑山島まで後退し。元均の艦隊は7月初旬に命令通り艦隊を二分して再度出撃を行い、慶長2（1597年）7月7日、給水のため加徳島に上陸したところを高橋統増・筑紫広門軍の攻撃を受け敗走した。これをみた都元帥（朝鮮軍の最高司令官）権慄は元均を厳しく叱責して杖罰に処したと言われている。
7月14日、再三閑山島の本営を出撃し、15日夜半には巨済島と漆川島（現・七川島）の間にある漆川梁に停泊していた。この情報を得た日本軍は水陸から挟撃する作戦をたてた。16日の明け方より藤堂高虎らの日本水軍は海上から攻撃し、陸上部隊がこれを援護した。戦いは日本水軍が朝鮮水軍を圧倒し、数千人を討ち取り、その他大勢を海へ追い落とし、160余隻を捕獲、津々浦々15～16里にわたって海賊船を悉く焼却した（『島津家文書』）。朝鮮水軍の主将のうち元均、李億祺、崔湖は戦死し、一人裴楔のみが逃走、朝鮮水軍は壊滅的打撃を受けた。この戦いに勝利した日本軍は陸海から全羅道に向かって進撃してゆく。

## 日本軍の編成

### 水軍
- 藤堂高虎
- 脇坂安治
- 加藤嘉明
- 菅達長

### 陸上部隊
- 島津義弘
- 小西行長

## 朝鮮水軍の編成
- 元均　-　三道水軍統制使・全羅左水使（戦死）
- 裴楔　-　慶尚右水使（逃走）
- 李億祺 - 全羅右水使（戦死）
- 崔湖　-　忠清水使（戦死）